# Spinnerei (Bayreuth)
Spinnerei ist Gemeindeteil der kreisfreien Stadt Bayreuth im bayerischen Regierungsbezirk Oberfranken. Spinnerei liegt in der Gemarkung Laineck.

## Geografie
Der ehemalige Weiler ist in der Ortsstraße Friedrichsthal aufgegangen. Diese verläuft entlang der Warmen Steinach.

## Geschichte
Spinnerei wurde in der ersten Hälfte des 19. Jahrhunderts auf dem Gemeindegebiet von Laineck gegründet. Am 1. Juli 1972 wurde Spinnerei im Zuge der Gebietsreform in Bayern nach Bayreuth eingemeindet.

### Baudenkmäler
- Friedrichsthal 6, 8: Ehemalige Spinnerei und Weberei Bayreuth

### Einwohnerentwicklung
| Jahr      | 001861 | 001871 | 001885 | 001900 | 001925 | 001950 | 001961 | 001970 | 001987 |
| Einwohner | 26     | 26     | 26     | 76     | 44     | 84     | 57     | 33     | *      |
| Häuser    |        |        | 5      | 6      | 6      | 6      | 5      |        | *      |
| Quelle    | [ 7 ]  | [ 8 ]  | [ 9 ]  | [ 10 ] | [ 11 ] | [ 12 ] | [ 13 ] | [ 14 ] | [ 15 ] |

## Religion
Spinnerei ist evangelisch-lutherisch geprägt und nach St. Johannis gepfarrt.